# 賽西莉雅·畢亞喬尼
賽西莉雅·畢亞喬尼（西班牙語：Cecilia Elizabeth Biagioli，1985年1月3日—）是一名阿根廷游泳運動員，曾代表國家參加2012年倫敦奧運的女子800米自由泳比賽及2012年夏季奧林匹克運動會女子10公里馬拉松游泳比賽，並未獲得獎牌。